# Élections législatives abkhazes de 2022
Les élections législatives abkhazes de 2022 se déroulent les 12 et 26 mars 2022 afin d'élire les 35 membres de l'Assemblée du peuple de l'Abkhazie.

## Contexte
L'Abkhazie est une république dont le territoire fait partie de la Géorgie et qui s'est auto proclamée indépendante en 1992. Seule la Russie, le Nicaragua, le Venezuela, Nauru et la Syrie reconnaissent cette indépendance. Lors des précédentes élections législatives en 2017, la Géorgie déclare considérer ces élections illégales au vu du droit international, son ministre des affaires étrangères condamnant le vote comme « une nouvelle tentative de légitimer le nettoyage ethnique, l'intervention militaire et l'occupation du territoire Géorgien résultant de l’agression russe ».

## Système électoral
L'Assemblée du peuple est un parlement monocaméral composé de 35 sièges pourvus pour cinq ans au scrutin uninominal majoritaire à deux tours dans autant de circonscriptions.

## Résultats
Dix-sept sièges sont pourvus dès le premier tour, dont au moins quinze par des soutiens du gouvernement.
À l'issue des deux tours, les formations favorables au président de la République Aslan Bjania remportent une majorité absolue des sièges à l'Assemblée du peuple.